# Stylurus nanningensis
Stylurus nanningensis – gatunek ważki z rodziny gadziogłówkowatych (Gomphidae).